# Oxidercia apicalis
Oxidercia apicalis là một loài bướm đêm trong họ Noctuidae.